# 絲背冠鱗單棘魨
丝背冠鳞單棘鲀（学名：Stephanolepis cirrhifer），又稱冠鱗細鱗魨、冠鱗單棘魨、曳絲單棘魨、剝皮魚 、鹿角魚、沙猛魚，为冠鱗單棘鲀属的一種，分佈於西太平洋海域。

## 分佈
本魚分佈於西太平洋區，包括日本、台灣、韓國、琉球群島及香港等地淺海。该物种的模式产地在日本长崎。

## 特徵
本魚體極側扁，略呈圓形；口小且突出。第一背鰭棘特化成強棘，表皮粗糙無鱗片。魚體為褐色，具些許縱向淡紋；臀鰭與第二背鰭相對稱，尾鰭圓形，特徵是雄魚第二背鰭的第一根軟條成絲狀延長，體長可達30公分。

## 生態
本魚棲息於亞熱帶、溫帶海域，幼魚會躲藏在沿岸漂流的海藻中，成魚則棲息於礁沙混合區，游泳力不強，屬雜食性，以藻類及小型底棲動物為食。

## 經濟利用

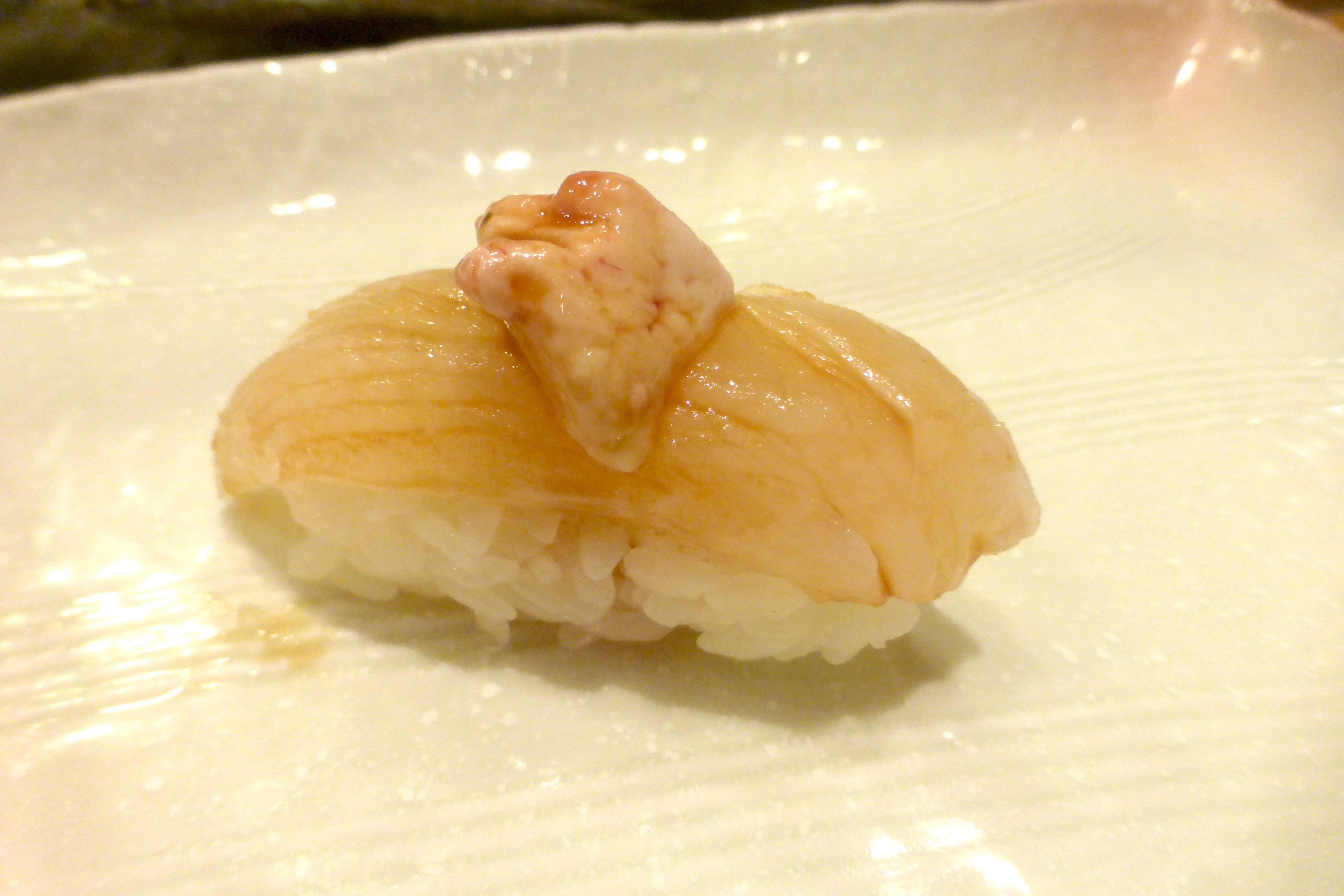
剝皮魚壽司

為食用魚，具高經濟價值，在日本已有人工養殖。日本和韓國兩地的魚市也有售賣。